# (2454) Olaus Magnus
(2454) Olaus Magnus (1941 SS) – planetoida z pasa głównego asteroid okrążająca Słońce w ciągu 3,38 lat w średniej odległości 2,25 au. Odkryta 21 września 1941 roku.